# Sonofusió
La sonofusió, també coneguda com a fusió en bombolles, és el nom no tècnic d'una reacció de fusió nuclear hipotetitzada que es produeix dins de bombolles de gas col·lapsants extraordinàriament grans creades en un líquid durant la cavitació acústica.
El terme va ser encunyat l'any 2002 amb la publicació d'un informe de Rusi Taleyarkhan i col·laboradors que afirmaven haver observat proves de sonofusió. La reclamació es va veure ràpidament envoltada de controvèrsia, incloses denúncies que van des d'error experimental fins al frau acadèmic. Les publicacions posteriors que reclamaven la verificació independent de la sonofusió també van ser molt controvertides.
Finalment, una investigació de la Universitat de Purdue va trobar que Taleyarkhan s'havia involucrat en la falsificació de la verificació independent i havia inclòs un estudiant com a autor en un article quan no havia participat en la investigació. Posteriorment va ser destituït de la seva càtedra. Un dels seus finançadors, l'Oficina d'Investigació Naval va revisar l'informe de Purdue i li va prohibir el finançament federal durant 28 mesos.

## Experiments originals

Dispositiu de sonofusió utilitzat per Rusi Taleyarkhan. 1. Bomba de buit 2. Centellejador de líquid 3. Font de neutrons 4. Generador d'ones acústiques 5. Cambra de prova amb fluid 6. Micròfon 7. Tub fotomultiplicador 8. Dos àtoms de deuteri xoquen 8a. Possible esdeveniment de fusió creant heli i un neutró 8b. Possible esdeveniment de fusió creant triti i un protó

La patent dels EUA 4.333.796, presentada per Hugh Flynn el 1978, sembla ser la referència documentada més antiga a una reacció de tipus sonofusió.
Al número del 8 de març de 2002 de la revista revisada per parells Science, Rusi P. Taleyarkhan i diversos col·legues del Laboratori Nacional d'Oak Ridge (ORNL) van informar que els experiments de cavitació acústica realitzats amb acetona deuterada (C3D6O) van mostrar mesures de la sortida de triti i neutró consistents amb l'ocurrència de la fusió. També es va informar que l'emissió de neutrons coincideix amb el pols de la sonoluminescència, un indicador clau que la seva font era la fusió causada per la calor i la pressió dins de les bombolles col·lapsants.

## La replicació fallida d'Oak Ridge
Els resultats van ser tan sorprenents, que el Laboratori Nacional d'Oak Ridge va demanar a dos investigadors independents, D. Shapira i M. J. Saltmarsh, que repetissin l'experiment utilitzant un equip de detecció de neutrons més sofisticat. Van informar que l'alliberament de neutrons era coherent amb una coincidència aleatòria. Una refutació de Taleyarkhan i els altres autors de l'informe original va argumentar que l'informe de Shapira i Saltmarsh no va tenir en compte les diferències significatives en la configuració experimental, inclosa més d'una polzada de blindatge entre el detector de neutrons i l'acetona sonoluminiscent. Segons Taleyarkhan et al., quan es van considerar correctament aquestes diferències, els resultats van ser coherents amb la fusió.
En 2002, mentre el treball experimental encara estava en curs, Aaron Galonsky de la Universitat Estatal de Michigan, en una carta a la revista Science va expressar dubtes sobre la reclamació de l'equip de Taleyarkhan. En opinió de Galonsky, els neutrons observats eren massa alts en energia per ser d'una reacció de fusió deuteri-deuteri (d-d). En la seva resposta (publicada a la mateixa pàgina), l'equip de Taleyarkhan va oferir contraarguments detallats i va concloure que l'energia era "raonablement propera" a la que s'esperava d'una reacció de fusió.
El febrer de 2005 la sèrie documental Horizon va encarregar dos investigadors líders en sonoluminescència, Seth Putterman i Kenneth S. Suslick, per reproduir l'obra de Taleyarkhan. Utilitzant paràmetres acústics similars, acetona deuterada, nucleació de bombolles similars i un dispositiu de detecció de neutrons molt més sofisticat, els investigadors no van trobar cap evidència d'una reacció de fusió.

## Informes posteriors de replicació
El 2004, el grup Taleyarkhan va publicar nous informes de fusió de bombolles, afirmant que els resultats d'experiments anteriors s'havien replicat en condicions experimentals més estrictes. Aquests resultats difereixen dels resultats originals perquè es va afirmar que la fusió es va produir durant temps més llargs del que s'havia informat anteriorment. L'informe original només afirmava l'emissió de neutrons del col·lapse inicial de la bombolla després de la nucleació de la bombolla, mentre que aquest informe afirmava l'emissió de neutrons molts cicles acústics més tard.
El juliol de 2005, dos dels estudiants de Taleyarkhan a la Universitat de Purdue van publicar proves que confirmaven el resultat anterior. Van utilitzar la mateixa cambra acústica, el mateix fluid d'acetona deuterat i un sistema de nucleació de bombolles similar. En aquest informe, no es va intentar cap coincidència entre neutrons i sonoluminescència. Un article al Nature va plantejar qüestions sobre la validesa de la investigació i les queixes dels seus col·legues de Purdue (vegeu l'anàlisi completa en una altra part d'aquesta pàgina). Es van presentar càrrecs de mala conducta i la Universitat de Purdue va obrir una investigació. El 2008 va concloure que el nom de Taleyarkhan hauria d'haver aparegut a la llista d'autors a causa de la seva profunda implicació en molts passos de la investigació, que va afegir un autor que no havia participat realment en el document només per superar les crítiques d'un revisor i que això va ser part d'un intent d'"un esforç per falsificar el registre científic mitjançant l'afirmació d'una confirmació independent". La investigació no va abordar la validesa dels resultats experimentals.
El gener de 2006, un article publicat a la revista Physical Review Letters per Taleyarkhan en col·laboració amb investigadors del Rensselaer Polytechnic Institute va informar de proves estadísticament significatives de fusió.
El novembre de 2006, enmig de les acusacions sobre els estàndards de recerca de Taleyarkhan, dos científics diferents van visitar el laboratori d'investigació de fluids metaestables de la Universitat de Purdue per mesurar neutrons, utilitzant l'equip de Taleyarkhan. El doctor Edward R. Forringer i els estudiants universitaris David Robbins i Jonathan Martin de la LeTourneau University van presentar dos articles a la reunió d'hivern de l'American Nuclear Society que van informar de la replicació de l'emissió de neutrons. La seva configuració experimental era similar als experiments anteriors, ja que utilitzava una barreja d'acetona deuterada, benzè deuterat, tetracloroetilè i nitrat d'uranil. No obstant això, en particular, va funcionar sense una font externa de neutrons i va utilitzar dos tipus de detectors de neutrons. Van afirmar que un detector líquid de centelleig mesurava nivells de neutrons a 8 desviacions estàndard per sobre del nivell de fons, mentre que els detectors de plàstic mesuraven nivells a 3,8 desviacions estàndard per sobre del fons. Quan es va realitzar el mateix experiment amb líquid de control no deuterat, les mesures estaven dins d'una desviació estàndard del fons, cosa que indica que la producció de neutrons només s'havia produït durant la cavitació del líquid deuterat. William M. Bugg, professor emèrit de física a la Universitat de Tennessee també va viatjar al laboratori de Taleyarkhan per repetir l'experiment amb el seu equip. També va informar de l'emissió de neutrons, utilitzant detectors de neutrons de plàstic. Taleyarkhan va afirmar que aquestes visites es van comptar com a rèpliques independents d'experts, però Forringer va reconèixer més tard que no era un expert, i Bugg va dir més tard que Taleyarkhan va realitzar els experiments i que només havia observat.

## Informe delNature
El març de 2006, el Nature va publicar un informe especial que posava en dubte la validesa dels resultats dels experiments de Purdue. L'informe cita Brian Naranjo de la Universitat de Califòrnia a Los Angeles a l'efecte que l'espectre d'energia de neutrons va informar en l'article de 2006 de Taleyarkhan, et al. era estadísticament inconsistent amb els neutrons produïts per la reacció de fusió proposada i, en canvi, molt coherent amb els neutrons produïts per la desintegració radioactiva de Californi 252, un isòtop utilitzat habitualment com a font de neutrons de laboratori.
La resposta de Taleyarkhan et al., publicada a Physical Review Letters, intenta refutar la hipòtesi de Naranjo sobre la causa dels neutrons detectats.
Tsoukalas, cap de l'Escola d'Enginyeria Nuclear de Purdue, i diversos dels seus col·legues de Purdue, havien convençut Taleyarkhan de traslladar-se a Purdue i intentar una replicació conjunta. A l'informe Nature de 2006 detallen diversos problemes preocupants quan s'intenta col·laborar amb Taleyarkhan. Va informar de resultats positius de cert conjunt de dades en brut, però els seus col·legues també havien examinat aquest conjunt i només contenia resultats negatius. Mai va mostrar als seus companys les dades brutes corresponents als resultats positius, malgrat diverses peticions. Va traslladar l'equip d'un laboratori compartit al seu propi laboratori, impedint així la revisió dels seus col·legues, i no va donar cap avís ni explicació per endavant. Taleyarkhan va convèncer els seus col·legues que no haurien de publicar un article amb els seus resultats negatius. Aleshores, Taleyarkhan va insistir que el comunicat de premsa de la universitat presentava el seu experiment com a "revisat per parells" i "independent", quan els coautors treballaven al seu laboratori sota la seva supervisió i els seus companys de la facultat no tenien permís per revisar les dades. En resum, els col·legues de Taleyarkhan a Purdue van dir que va posar obstacles a la revisió per parells dels seus experiments i que tenien seriosos dubtes sobre la validesa de la investigació.
Nature també va revelar que el procés de revisió anònima per parells no s'havia seguit i que la revista Nuclear Engineering and Design no era independent dels autors. Taleyarkhan va ser coeditor de la revista, i el document només va ser revisat per parells pel seu coeditor, amb el coneixement de Taleyarkhan.
L'any 2002 Taleyarkhan va presentar una sol·licitud de patent en nom del Departament d'Energia dels Estats Units, mentre treballava a Oak Ridge. Nature va informar que la patent havia estat rebutjada l'any 2005 per l'Oficina de Patents dels EUA. L'examinador va anomenar l'experiment una variació de la fusió freda desacreditada, va trobar que "no hi havia cap evidència acreditada de registre que recolzés cap al·legació o afirmació que la invenció és capaç de funcionar com s'indica", i va trobar que no n'hi havia prou detall perquè altres reprodueixin la invenció. El camp de la fusió va patir moltes afirmacions defectuoses, per la qual cosa l'examinador va demanar proves addicionals que la radiació es va generar a partir de la fusió i no d'altres fonts. No es va presentar cap recurs perquè el Departament d'Energia havia retirat la reclamació el desembre de 2005.

## Dubtes de l'investigació
Els dubtes entre la facultat d'Enginyeria Nuclear de la Universitat de Purdue sobre si els resultats positius reportats dels experiments de sonofusió realitzats allà eren veritables van impulsar la universitat a iniciar una revisió de la investigació, realitzada per l'Oficina del Vicepresident d'Investigació de Purdue. En un article del 9 de març de 2006 titulat "Evidence for bubble fusion called into question", Nature va entrevistar a diversos col·legues de Taleyarkhan que sospitaven que alguna cosa anava malament.
El 7 de febrer de 2007, l'administració de la Universitat de Purdue va determinar que "les proves no donen suport a les al·legacions de mala conducta en la investigació i que no es justifica una investigació addicional de les al·legacions". El seu informe també va afirmar que "el debat vigorós i obert sobre els mèrits científics d'aquesta nova tecnologia és l'enfocament més adequat per al futur". Per tal de verificar que la investigació es va dur a terme correctament, la Representant de la Cambra Brad Miller va sol·licitar còpies completes dels seus documents i informes abans del 30 de març de 2007. El seu informe al Congrés va concloure que "Purdue es va desviar dels seus propis procediments en la investigació d'aquest cas i no va dur a terme una investigació exhaustiva"; en resposta, Purdue va anunciar que tornaria a obrir la seva investigació.
El juny de 2008, un equip multiinstitucional, inclòs Taleyarkhan, va publicar un article sobre Enginyeria i Disseny Nuclear per "aclarir les idees errònies generades per una publicació web de UCLA que va servir de base per a l'article Nature del març de 2006", segons una nota de premsa.
El 18 de juliol de 2008, la Universitat de Purdue va anunciar que un comitè amb membres de cinc institucions havia investigat 12 denúncies de mala conducta en la investigació contra Rusi Taleyarkhan. Va concloure que es van fundar dues al·legacions: que Taleyarkhan havia reclamat la confirmació independent del seu treball quan, en realitat, les aparents confirmacions les van fer els antics estudiants de Taleyarkhan i no era tan "independent" com Taleyarkhan va donar a entendre, i que Taleyarkhan havia inclòs el nom d'un col·lega en un dels seus articles que en realitat no havien participat en la investigació ("l'única motivació aparent per a l'afegiment del Sr. Bugg va ser el desig de superar les crítiques d'un revisor", va concloure l'informe).
L'apel·lació de Taleyarkhan a les conclusions de l'informe va ser rebutjada. Va dir que les dues denúncies de mala conducta eren qüestions administratives trivials i no tenien res a veure amb el descobriment de la fusió nuclear de bombolles o la ciència subjacent, i que "totes les denúncies de frau i fabricació s'han rebutjat com a invàlides i sense mèrit, donant suport així la ciència i dades experimentals subjacents com a sòlides". Un investigador qüestionat pel LA Times va dir que l'informe no havia aclarit si la fusió de bombolles era real o no, però que la baixa qualitat dels articles i els dubtes emesos per l'informe havien destruït la credibilitat de Taleyarkhan davant la comunitat científica.
El 27 d'agost de 2008 se li va desposseir de la seva càtedra Arden Bement Jr. i se li va prohibir ser assessor de tesi per a estudiants de postgrau durant almenys els propers 3 anys.
Malgrat les conclusions contra ell, Taleyarkhan va rebre una subvenció de 185.000 dòlars de la National Science Foundation entre setembre de 2008 i agost de 2009 per investigar la fusió de bombolles. El 2009, l'Oficina d'Investigació Naval li va prohibir durant 28 mesos, fins al setembre de 2011, de rebre finançament federal dels EUA. Durant aquest període, el seu nom va figurar a la "Llista de parts excloses" per evitar que rebés més subvencions de qualsevol agència governamental.

## Per a més informació
- Seife, Charles. «Bubble Trouble». A: Sun in a Bottle: The Strange History of Fusion and the Science of Wishful Thinking.  Penguin, novembre 2009, p. 171–200. ISBN 978-0-14-311634-9 [Consulta: 24 setembre 2011].
- "Bubble Fusion Research Under Scrutiny", IEEE Spectrum, May 2006
- Peplow, M.A.R.K. «Desktop fusion is back on the table; Physicist claims to have definitive data, but can they be replicated?». Nature News, 10-01-2006. DOI: 10.1038/news060109-5.
- "Sonofusion Experiment Produces Results Without External Neutron Source" PhysOrg.com January 27, 2006
- "Bubble fusion: silencing the hype", Nature online, March 8, 2006 — Nature reveals serious doubts over reports of fusion in collapsing bubbles (subscription required)
- "Fusion controversy rekindled" BBC News, March 5, 2002
  - "Fusion experiment disappoints" BBC News, July 2, 2002
- What's New, March 10, 2006 – failed replications
- "Purdue Bubble Wraps Sonofusion Inquiry Results", June 21, 2006 Photonics.com at Archive.is (archived August 8, 2007)
- "Practical Fusion, or Just a Bubble?", Kenneth Chang, The New York Times, February 27, 2007